# Viktjärnen, Ångermanland
Viktjärnen är en sjö i Örnsköldsviks kommun i Ångermanland och ingår i Gideälven-Idbyåns kustområde. Sjön har en area på 0,0466 kvadratkilometer och ligger 21,5 meter över havet.

## Delavrinningsområde
Viktjärnen ingår i det delavrinningsområde (702069-166037) som SMHI kallar för Rinner mot Risöfjärden. Medelhöjden är 44 meter över havet och ytan är 20,97 kvadratkilometer. Det finns inga avrinningsområden uppströms utan avrinningsområdet är högsta punkten. Avrinningsområdets utflöde mynnar i havet, utan att ha någon enskild mynningsplats. Avrinningsområdet består mestadels av skog (80 procent). Avrinningsområdet har 0,48 kvadratkilometer vattenytor vilket ger det en sjöprocent på 2,3 procent.